# Гойчелу
Гойчелу (рум. Goicelu) — село у повіті Бузеу в Румунії. Входить до складу комуни Серулешть.
Село розташоване на відстані 128 км на північний схід від Бухареста, 37 км на північ від Бузеу, 96 км на захід від Галаца, 94 км на схід від Брашова.

## Населення
За даними перепису населення 2002 року у селі проживали 249 осіб, усі — румуни. Усі жителі села рідною мовою назвали румунську.